# 레쇠섬
레쇠섬(덴마크어: Læsø)은 북해에 위치한 덴마크의 섬으로 면적은 101km2, 인구는 1,793명(2014년 기준), 인구 밀도는 15.74명/km2이다. 행정 구역상으로는 북윌란 지역 레쇠 시에 속하며 행정 중심지는 뷔룸(Byrum)이다. 섬 이름은 덴마크어로 "에기르의 섬"을 뜻한다.
덴마크 북부에 위치하며 카테가트 해협과 접한다. 윌란반도 북동부 연안에서 19km 정도 떨어진 곳에 위치한다. 중세 시대에는 소금 산업으로 널리 알려졌다. 1977년 9월 2일에는 람사르 협약에 따라 등록된 습지로 지정되었다.

## 같이 보기
- 덴마크의 섬 목록